# 菲律賓擬棘鮃
菲律賓擬棘鮃（学名：Citharoides macrolepidotus）为輻鰭魚綱鰈形目鰈亞目棘鮃科擬棘鮃屬下的一个种，為熱帶海水魚，分布於西太平洋中國、臺灣、菲律賓、日本及朝鮮半島海域，棲息深度121-271公尺，體長可達29公分，棲息在沙泥底質底層水域，罕見，生活習性不明。